# 녹명봉
녹명봉(鹿鳴峰)은 백두산의 16대 봉 중 하나이다. 지반봉(芝盤峰)이라고도 하며, 녹명봉이라는 이름은 '사슴이 뛰노는 봉우리'라는 뜻이다. 실제로 사슴이 뛰어 놀았다는 녹명봉 마루가 존재한다. 이 마루는 화구벽의 암석들이 빠져나가 구멍이 많이 뚫려 있다. 높이는 2,603m이다.